# Grote getallen
Grote getallen in het kader van dit artikel zijn getallen die zeer veel groter zijn dan de getallen die in het alledaagse leven worden gebruikt. Dit soort getallen wordt doorgaans gebruikt in wetenschappen als wiskunde, astronomie en cryptografie. Vandaar ook de term "astronomisch groot". Het is overigens eenvoudig getallen te definiëren die weer zeer veel groter zijn dan de getallen die in de astronomie worden gebruikt.

## Schrijfwijze
Grote getallen worden doorgaans gebruikt in bepaalde wetenschappen. Specifiek voor dit doel (en voor de representatie van zeer kleine getallen) is de wetenschappelijke notatie bedacht. Hierin worden getallen uitgedrukt als het product van een relatief klein getal, meestal tussen 1 en 10, en een macht van 10. Bijvoorbeeld 3,25 × 109. Dit is 3,25 maal 10 tot de macht 9, ofwel 3,25 maal 1 miljard, ofwel drie-en-een-kwart miljard.
Het zal duidelijk zijn dat 3,25 × 109 een kortere notatie is dan 3 250 000 000. Dit wordt nog duidelijker indien men het betreffende getal vermenigvuldigt met een factor miljoen, wat het getal  drie-en-een-kwart biljard oplevert. Ter illustratie nogmaals de wetenschappelijke notatie vergeleken met de "gewone":
3,25 × 1015 is hetzelfde als 3 250 000 000 000 000.
Een bijkomend voordeel van de wetenschappelijke notatie is dat bij een vergelijking van twee grote getallen veel eenvoudiger te zien is welke van de twee groter is. Indien men bijvoorbeeld de getallen 2 150 387 234 983 543 045 132 en 833 345 924 012 054 200 000 volledig uitschrijft, is het niet onmiddellijk duidelijk welk getal groter is. Als deze getallen waren genoteerd als 2,15 × 1021 en 8,33 × 1020 was het in één oogopslag duidelijk geweest door alleen maar te kijken naar de exponent van het getal 10.
Overigens is het zo dat de bovenstaande getallen in de wetenschappelijke schrijfwijze niet exact gelijk zijn aan de eerder genoemde getallen. Een eigenschap van onze manier van weergave van getallen is dat de cijfers naar rechts steeds minder significant worden, en daarom vaak worden verwaarloosd (lees: worden verondersteld gelijk aan nul te zijn). Het verschil tussen 2 150 387 234 983 543 045 132 en 2,15 × 1021 is slechts 0,02%.
Het schrijven van machten van tien is weleens lastig, vooral op een schrijfmachine of computer. In programmeertalen gebruikt men daarom de letter E, de exponent die boven het getal 10 gedacht moet worden. In plaats van 2,15 × 1021 schrijft men dan 2.15E21. Ook in informele notities wordt deze notatie weleens gebruikt.
Er zijn door herhaald machtsverheffen, door tetratie, grotere getallen te definiëren dan getallen met een enkele exponent. Deze nieuwe getallen kunnen met Knuths pijlomhoognotatie worden gedefinieerd. 
Er zijn onderdelen in de wiskunde, waarin grote getallen worden gebruikt.
- getaltheorie - Het grootste bekende priemgetal, dat in december 2018 is gevonden, is het mersennepriemgetal 282 589 933−1. Het was het 51e mersennepriemgetal dat is gevonden.
- theoretische informatica - Een functie, die meer dan exponentieel stijgt is de Ackermannfunctie. Die wordt als de maat van de berekenbaarheid van sommige modellen gebruikt.

## Voorbeelden
- 1 miljoen seconden duren ongeveer 11 dagen en 14 uur.
- 1 miljard seconden duren ongeveer 31 jaar, 8 maanden en 8 dagen.
- 1 biljoen seconden duren bijna 31 700 jaar.
- 1 miljoen uur duurt ongeveer 114 jaar en 2 maanden.
- 1 eeuw bevat gemiddeld 3 155 695 200 seconden.
- 1 quadriljoen waterstofatomen wegen samen ruim 1,5 gram.
- De Atlantische Oceaan bevat enkele quadriljoenen waterdruppels.
- De planeet Jupiter heeft een massa van circa 2 quadriljard kg.[1]
- De planeet Saturnus heeft een aanmerkelijk kleinere, maar nog steeds aanzienlijke massa van ongeveer 569 quadriljoen kg.[1]
- De aarde heeft een massa van 'slechts' zo'n 5,9 quadriljoen kg.[1] Desalniettemin heeft de aarde van alle planeten in het zonnestelsel wél de grootste dichtheid met circa 5 514 kg/m3 ≈  5 514 000 g/m3.[1]
- Een harde schijf van vier terabyte bevat circa 4×1013 bits.
- Het aantal cellen in het menselijke lichaam: meer dan 1014 (circa 37 biljoen).[2][3]
- Het aantal verbindingen in de menselijke hersenen: ongeveer 1014.
- 1 lichtjaar: 9,46 × 1015 meter.
- 1 parsec: 3,1 × 1016 meter.
- Constante van Avogadro: 6,02214 × 1023 deeltjes.
- Het aantal deeltjes in het heelal: 1080.
- Googol = 10100 = een 1 met honderd nullen.
- Getal van de ossen = 7,766 × 10206544.
- Googolplex = 1010100 = 10googol = een 1 met googol nullen.
- Eerste getal van Skewes = {\displaystyle 10^{10^{10^{34}}}}.
- Het grootste getal uit de antieke oudheid wordt bezongen in hoofdstuk 30 van de boeddhistische Avatamsaka Soetra (200-700 AD) en is ongeveer {\displaystyle 10^{10^{5\cdot 2^{120}}}}.
- Getal van Graham, genoemd naar Ronald Graham. Hiervoor is een aparte notatie vereist, aangezien dit getal te groot is om in de wetenschappelijke notatie te worden uitgedrukt, zelfs met meervoudig opeenvolgende exponenten, zoals bij googolplex nog relatief simpel gebeurt.

## Naamgeving
De naamgeving van grote getallen is direct gerelateerd aan hun orde van grootte. Per factor duizend wordt een andere naam gebruikt. Een miljoen is duizend maal duizend. Daarna komen een miljard, biljoen, biljard, triljoen en triljard. Hierna worden er voorvoegsels die een macht van een miljoen aangeven gebruikt:
quadriljoen = miljoen tot de vierde
quadriljard = 1000 × quadriljoen
quintiljoen = miljoen tot de vijfde
quintiljard = 1000 × quintiljoen;
Zo gaat het door met de voorvoegsels sex-, sept-, oct-, non-, deci- en undeci. Bijvoorbeeld:
undeciljoen = miljoen tot de elfde = 1066,
undeciljard = 1069.
Men slaat in de in veel Engelssprekende landen de "-ard"-uitgangen over, dus daar telt men per factor duizend: million, billion, trillion, quadrillion, enz. Dit is het verschil tussen de korte en lange schaal.
In hun boek "The book of numbers" beschrijven John Conway en Richard Guy hoe grote getallen in woorden moeten worden uitgedrukt. Voor de nog grotere getallen die door Knuths pijlomhoognotatie en Conway's geketende pijlnotatie mogelijk worden, schieten zulke woorden tekort.

## Lijsten
- Lijst van machten van tien
- Lijst van natuurlijke getallen